# Фиайнш-ду-Тамега
Фиайнш-ду-Тамега (порт. Fiães do Tâmega)  —  район (фрегезия) в Португалии,  входит в округ Вила-Реал. Является составной частью муниципалитета  Ботикаш. По старому административному делению входил в провинцию Траз-уж-Монтиш и Алту-Дору. Входит в экономико-статистический  субрегион Алту-Траз-уш-Монтеш, который входит в Северный регион. Население составляет 167 человек на 2001 год. Занимает площадь 14,76 км².